# Giovanni Giuseppe Canali
Giovanni Battista Giuseppe Canali, anche conosciuto col solo nome di Giovanni Battista, (Cesano, 22 giugno 1781 – Ferentino, 1º gennaio 1851) è stato un patriarca cattolico e arcivescovo cattolico italiano.

## Biografia
Figlio di Basilio Canali e di sua moglie Innocenza Mignocco, frequentò il Collegio Romano. Nel 1802 entrò al servizio della Penitenzieria Apostolica e vi rimase per lungo tempo in posizioni di basso rango. Ricevette l'ordinazione sacerdotale nel 1804 dal cardinale Leonardo Antonelli. Durante l'occupazione francese di Roma fu arrestato nel giugno del 1812, rifiutando di prestare il giuramento richiesto, e fu deportato prima a Civitavecchia, poi a Corneto e infine a Bastia, in Corsica. Da lì tornò a Roma nel maggio 1814. Con la sua nomina a segretario del vicariato di Roma il 27 agosto 1829, lasciò la penitenzieria. Papa Pio VIII fece di lui il suo confessore.
Papa Gregorio XVI lo nominò vescovo di Ferentino il 14 dicembre 1840. Fu consacrato vescovo il 27 dicembre 1840 a Roma dal cardinale prefetto della Congregazione dei vescovi e regolari, Costantino Patrizi Naro, co-consacranti l'arcivescovo Fabio Maria Asquini, segretario della Congregazione per vescovi e regolari, e il vescovo Giuseppe Maria Castellani, O.E.S.A.
Dopo solo due anni divenne canonico di San Giovanni in Laterano e il 24 gennaio 1842 fu elevato arcivescovo titolare di Colossi e deputato di Roma. Il 1º febbraio 1842 divenne consultore del Sant'Uffizio e l'11 luglio 1844 esaminatore di vescovi in diritto canonico. Gregorio XVI, infine, lo elevò il 24 aprile 1845 a patriarca titolare di Costantinopoli.
Morì a Ferentino a causa di un ictus e fu sepolto nella chiesa locale di Santa Maria della Pace.

## Genealogia episcopale
La genealogia episcopale è:
- Cardinale Scipione Rebiba
- Cardinale Giulio Antonio Santori
- Cardinale Girolamo Bernerio, O.P.
- Arcivescovo Galeazzo Sanvitale
- Cardinale Ludovico Ludovisi
- Cardinale Luigi Caetani
- Cardinale Ulderico Carpegna
- Cardinale Paluzzo Paluzzi Altieri degli Albertoni
- Papa Benedetto XIII
- Papa Benedetto XIV
- Papa Clemente XIII
- Cardinale Marcantonio Colonna
- Cardinale Giacinto Sigismondo Gerdil, B.
- Cardinale Giulio Maria della Somaglia
- Cardinale Carlo Odescalchi, S.I.
- Cardinale Costantino Patrizi Naro
- Patriarca Giovanni Giuseppe Canali